# Glaciar de Sarychat
El Glaciar de Sarychat es un glaciar alineado de norte a sur, en la parte occidental de las montañas de Kokshaal-Too, en el sur del país asiático de Kirguistán. La cresta más al sur marca la frontera con la vecina China. El glaciar Sarychat es uno de los dos glaciares que alimentan el río Sarychat antes de que se una con el Aytali, el otro es el Glaciar Fersmana al oeste.
Se localiza en las coordenadas geográficas 42°03′00″N 78°27′00″O / 42.05000, -78.45000.